# سلطانعلی (گنبد کاووس)
سلطانعلی، روستایی است از توابع بخش مرکزی شهرستان گنبد کاووس در استان گلستان ایران.

## جمعیت
این روستا در دهستان سلطانعلی قرار داشته و براساس سرشماری سال ۱۳۸۵جمعیت آن ۱٬۴۰۵نفر (۲۴۹خانوار) بوده است.